# Tatsuro Taira
Tatsuro Taira (em japonês: 平良達郎, Taira Tatsurō, Naha, 27 de janeiro de 2000) é um lutador japonês de artes marciais mistas (MMA). Atualmente, ele compete na categoria peso-mosca do Ultimate Fighting Championship (UFC). Em 5 de agosto de 2025, ele era o 5º no ranking do peso-mosca do UFC. Taira é o primeiro e único lutador até hoje nascido nos anos 2000 a lutar e vencer em um evento principal do UFC.

## Biografia
Taira começou a jogar beisebol no terceiro ano do ensino fundamental, mas não era apaixonado pelo esporte e fez uma pausa nas atividades do clube no ensino médio. Influenciado por seu irmão mais velho, que aprendia kickboxing na The Palaestra Okinawa, ele começou a frequentar a academia em seu primeiro ano do ensino médio e treinou artes marciais mistas sob a orientação de Ryota Matsune. Em 2017, ele venceu o torneio do 11º Campeonato Amador de Shooto de Kyushu e o torneio do 24º Campeonato Amador de Shooto de Todo o Japão, e foi promovido ao profissionalismo com um cartel de dez vitórias em dez lutas amadoras de Shooto.
Ele cita Marlon Vera como seu lutador favorito.

## Carreira no MMA

### Início de carreira
Em 3 de agosto de 2018, ele fez sua estreia profissional contra Yo Otake na primeira rodada do Torneio de Novato do Ano do Shooto, na divisão dos moscas, vencendo por finalização com um triângulo no primeiro round. Em 25 de novembro de 2018, ele teve uma revanche com Ryu Oyakawa, a quem enfrentou duas vezes como amador, na final do peso-mosca do Torneio do Campeonato de Novatos do Shooto, vencendo por finalização com uma guilhotina no primeiro round. Ele ganhou o título de campeão novato do ano no peso-mosca e o prêmio de MVP do mesmo ano.
Em 22 de setembro de 2019, ele lutou contra Takahiro Kobori, ranqueado em 8º lugar no Ranking Mundial Peso-Mosca do Shooto, e venceu por nocaute técnico via ground and pound aos 60 segundos de luta.
Taira estava agendado para enfrentar Kiyotaka Shimizu no Shooto 0329 em 29 de março de 2020. No entanto, o evento foi cancelado devido à pandemia de COVID-19. A luta foi então remarcada para ocorrer no Shooto 1123 em 23 de novembro de 2020, e ele venceu a luta por decisão unânime.
Taira venceu por finalização com mata-leão aos 61 segundos de luta contra Yoshiro Maeda, ranqueado em 5º lugar no ranking mundial peso-mosca do Shooto, em 20 de março de 2021.
Em 4 de julho de 2021, ele enfrentou o campeão Tatsuya Fukuda no Campeonato Mundial Peso-Mosca do Shooto e venceu por finalização com um triângulo no primeiro round para ganhar o título.
Em 6 de novembro de 2021, ele lutou contra o campeão peso-mosca do LFN, Alfredo Muaiad, no VTJ 2021 e venceu por finalização via mata-leão no primeiro round.

### Ultimate Fighting Championship

#### 2022
Em 4 de fevereiro de 2022, ele assinou um contrato de múltiplas lutas com o UFC.
Em 30 de abril de 2022, ele estava agendado para lutar contra Carlos Candelario no UFC on ESPN: Font vs. Vera, mas a luta foi cancelada após Candelario se retirar por intoxicação alimentar pouco antes do evento.
A luta contra Candelario foi remarcada para duas semanas depois, em 14 de maio de 2022, no UFC on ESPN: Błachowicz vs. Rakić. Ele venceu a luta por decisão unânime.
Em 15 de outubro de 2022, ele enfrentou C.J. Vergara no UFC Fight Night: Grasso vs. Araújo, vencendo por finalização com uma chave de braço no segundo round. Taira ganhou o bônus de Performance da Noite. A luta ocorreu sob a condição de que Vergara pagasse 30% de sua bolsa para Taira, pois Vergara pesou 3 libras (1,4 kg) acima do limite do peso-mosca na pesagem do dia anterior.

#### 2023
Em 4 de fevereiro de 2023, Taira enfrentou Jesús Santos Aguilar no UFC Fight Night: Lewis vs. Spivac, vencendo por finalização com uma chave de braço em triângulo no primeiro round. No processo, ele também ganhou seu segundo bônus consecutivo de Performance da Noite.
Em 21 de maio de 2023, no Professional Shooto 2023 Vol. 3, ele vagou seu Cinturão Peso-Mosca do Shooto, afirmando que não poderia defender seu título do Shooto, pois estaria lutando no UFC.
Em 24 de junho de 2023, ele estava agendado para enfrentar Kleydson Rodrigues no UFC on ABC: Emmett vs. Topuria, mas a luta foi cancelada após Rodrigues pesar 3 libras (1,4 kg) acima do limite do peso-mosca no dia anterior à pesagem.
Taira foi remarcado para uma semana depois no UFC 290 contra o estreante no UFC Edgar Chairez em uma luta em peso casado de 130 libras (59 kg). Ele venceu a luta por decisão unânime.
Taira estava agendado para enfrentar David Dvořák em 14 de outubro de 2023, no UFC Fight Night: Yusuff vs. Barboza. No entanto, a luta foi cancelada por razões desconhecidas.
Taira enfrentou Carlos Hernandez em 9 de dezembro de 2023, no UFC Fight Night: Song vs. Gutiérrez. Ele venceu a luta por nocaute no segundo round.

#### 2024
Taira estava agendado para enfrentar Tim Elliott em 18 de maio de 2024, no UFC Fight Night: Barboza vs. Murphy. No entanto, devido a uma lesão não divulgada de Elliott, a luta foi cancelada. Taira foi então agendado para enfrentar Joshua Van em 1 de junho de 2024, no UFC 302. A luta foi então alterada e Taira acabou fazendo a luta principal do UFC on ESPN: Perez vs. Taira contra Alex Perez em 15 de junho de 2024. Taira venceu a luta por nocaute técnico como resultado de uma lesão no joelho de Perez no segundo round. Esta luta lhe rendeu outro prêmio de Performance da Noite.
Taira enfrentou o ex-campeão peso-mosca do LFA e ex-desafiante ao cinturão peso-mosca do UFC, Brandon Royval, em 12 de outubro de 2024, na luta principal do UFC Fight Night: Royval vs. Taira. Ele perdeu a luta por decisão dividida. Esta luta lhe rendeu seu primeiro prêmio de Luta da Noite.

#### 2025
Taira estava agendado para enfrentar Amir Albazi na luta principal em 2 de agosto de 2025, no UFC on ESPN: Taira vs. Park. No entanto, uma semana antes do evento, Albazi se retirou devido a uma lesão e foi substituído pelo vencedor do peso-mosca do Road to UFC Season 1, Park Hyun-sung. Taira venceu a luta com uma finalização por face crank no segundo round, sendo o primeiro a derrotar Park.

## Campeonatos e realizações
- Ultimate Fighting Championship
  - Luta da Noite (Uma vez) vs. Brandon Royval[39]
  - Performance da Noite (Três vezes) vs. C.J. Vergara, Jesús Santos Aguilar e Alex Perez[20][23][36]
  - Primeiro lutador nascido nos anos 2000 a vencer uma luta principal do UFC.[4]
  - Empatado (Deiveson Figueiredo & Joshua Van) com a quinta maior sequência de vitórias na história da divisão peso-mosca do UFC (com 5)[43]
  - Segunda maior porcentagem de tempo de controle na história da divisão peso-mosca do UFC (52,1%)[43]
  - Segunda maior porcentagem de tempo em posição de domínio na história da divisão peso-mosca do UFC (46,4%)[43]
  - Quarta maior média de finalizações a cada 15 minutos na história da divisão peso-mosca do UFC (1,83)[43]
  - Empatado com (John Moraga) pelo sexto maior número de vitórias por finalização na história da divisão peso-mosca do UFC com (5)[43]
  - Prêmios do UFC.com
    - 2022: 4º lugar em Estreante do Ano[44]
    - 2024: 7º lugar em Luta do Ano vs. Brandon Royval[45]

- Shooto
  -  Campeão Peso-Mosca do Shooto (Uma vez)

- MMA Fighting
  - 2023: Segundo Time All-Star de MMA[46]

## Cartel no MMA
| Cartel no MMA   |             |           |
| 18 lutas        | 17 vitórias | 1 derrota |
| Por nocaute     | 5           | 0         |
| Por finalização | 8           | 0         |
| Por decisão     | 4           | 1         |

| Res.    | Cartel | Oponente             | Método                                    | Evento                              | Data       | Round | Tempo | Local             | Notas                                                                          |
| ------- | ------ | -------------------- | ----------------------------------------- | ----------------------------------- | ---------- | ----- | ----- | ----------------- | ------------------------------------------------------------------------------ |
| Vitória | 17–1   | Park Hyun-sung       | Finalização (face crank)                  | UFC on ESPN: Taira vs. Park         | 02/08/2025 | 2     | 1:06  | Las Vegas, Nevada |                                                                                |
| Derrota | 16–1   | Brandon Royval       | Decisão (dividida)                        | UFC Fight Night: Royval vs. Taira   | 12/10/2024 | 5     | 5:00  | Las Vegas, Nevada | Luta da Noite.                                                                 |
| Vitória | 16–0   | Alex Perez           | Nocaute Técnico (lesão no joelho)         | UFC on ESPN: Perez vs. Taira        | 15/06/2024 | 2     | 2:59  | Las Vegas, Nevada | Performance da Noite.                                                          |
| Vitória | 15–0   | Carlos Hernandez     | Nocaute Técnico (socos)                   | UFC Fight Night: Song vs. Gutiérrez | 09/12/2023 | 2     | 0:55  | Las Vegas, Nevada |                                                                                |
| Vitória | 14–0   | Edgar Chairez        | Decisão (unânime)                         | UFC 290: Volkanovski vs. Rodríguez  | 08/07/2023 | 3     | 5:00  | Las Vegas, Nevada | Luta em peso casado (59 kg).                                                   |
| Vitória | 13–0   | Jesús Santos Aguilar | Finalização (chave de braço em triângulo) | UFC Fight Night: Lewis vs. Spivac   | 04/02/2023 | 1     | 4:20  | Las Vegas, Nevada | Performance da Noite.                                                          |
| Vitória | 12–0   | C.J. Vergara         | Finalização (chave de braço)              | UFC Fight Night: Grasso vs. Araújo  | 15/10/2022 | 2     | 4:19  | Las Vegas, Nevada | Luta em peso casado (58,5 kg); Vergara não bateu o peso. Performance da Noite. |
| Vitória | 11–0   | Carlos Candelario    | Decisão (unânime)                         | UFC on ESPN: Błachowicz vs. Rakić   | 14/05/2022 | 3     | 5:00  | Las Vegas, Nevada |                                                                                |
| Vitória | 10–0   | Alfredo Muaiad       | Finalização (mata-leão)                   | Vale Tudo Japan 2021                | 06/11/2021 | 1     | 4:12  | Tóquio            | Luta em peso casado (59 kg).                                                   |
| Vitória | 9–0    | Ryuya Fukuda         | Finalização (triângulo)                   | Shooto: 2021 Vol. 4                 | 04/07/2021 | 1     | 4:31  | Osaka             | Retorno ao peso-mosca. Ganhou o Cinturão Peso-Mosca do Shooto.                 |
| Vitória | 8–0    | Yoshiro Maeda        | Finalização Técnica (mata-leão)           | Shooto: 2021 Vol. 2                 | 20/03/2021 | 1     | 1:01  | Tóquio            |                                                                                |
| Vitória | 7–0    | Kiyotaka Shimizu     | Decisão (unânime)                         | Shooto: 2020 Vol. 7                 | 23/11/2020 | 3     | 5:00  | Tóquio            | Estreia no peso-galo.                                                          |
| Vitória | 6–0    | Jared Almazan        | Nocaute Técnico (socos)                   | Shooto: 2020 in Korakuen Hall       | 26/01/2020 | 2     | 0:19  | Tóquio            | Luta em peso casado (59 kg).                                                   |
| Vitória | 5–0    | Yamato Takagi        | Nocaute Técnico (socos)                   | Shooto: The Shooto Okinawa Vol. 2   | 03/11/2019 | 2     | 4:40  | Okinawa           |                                                                                |
| Vitória | 4–0    | Takahiro Kohori      | Nocaute Técnico (socos)                   | Shooto: Border Season 11 the 3rd    | 22/09/2019 | 1     | 1:00  | Osaka             | Retorno ao peso-mosca.                                                         |
| Vitória | 3–0    | Yuto Sekiguchi       | Decisão (unânime)                         | Shooto: Gig Tokyo 27                | 08/06/2019 | 2     | 5:00  | Tóquio            | Estreia no peso-palha.                                                         |
| Vitória | 2–0    | Ryo Oyakawa          | Finalização (guilhotina)                  | Shooto: The Shooto Okinawa Vol. 1   | 25/11/2018 | 1     | 3:24  | Okinawa           |                                                                                |
| Vitória | 1–0    | Yo Otake             | Finalização (triângulo)                   | Shooto: This Is Shooto Vol. 2       | 03/08/2018 | 1     | 2:46  | Tóquio            | Estreia no peso-mosca.                                                         |